# Karl Jost (Anglist)
Karl Jost (* 30. Mai 1882 in Basel; † 25. Januar 1960 ebenda) war ein Schweizer Anglist und Hochschullehrer.

## Leben und Wirken

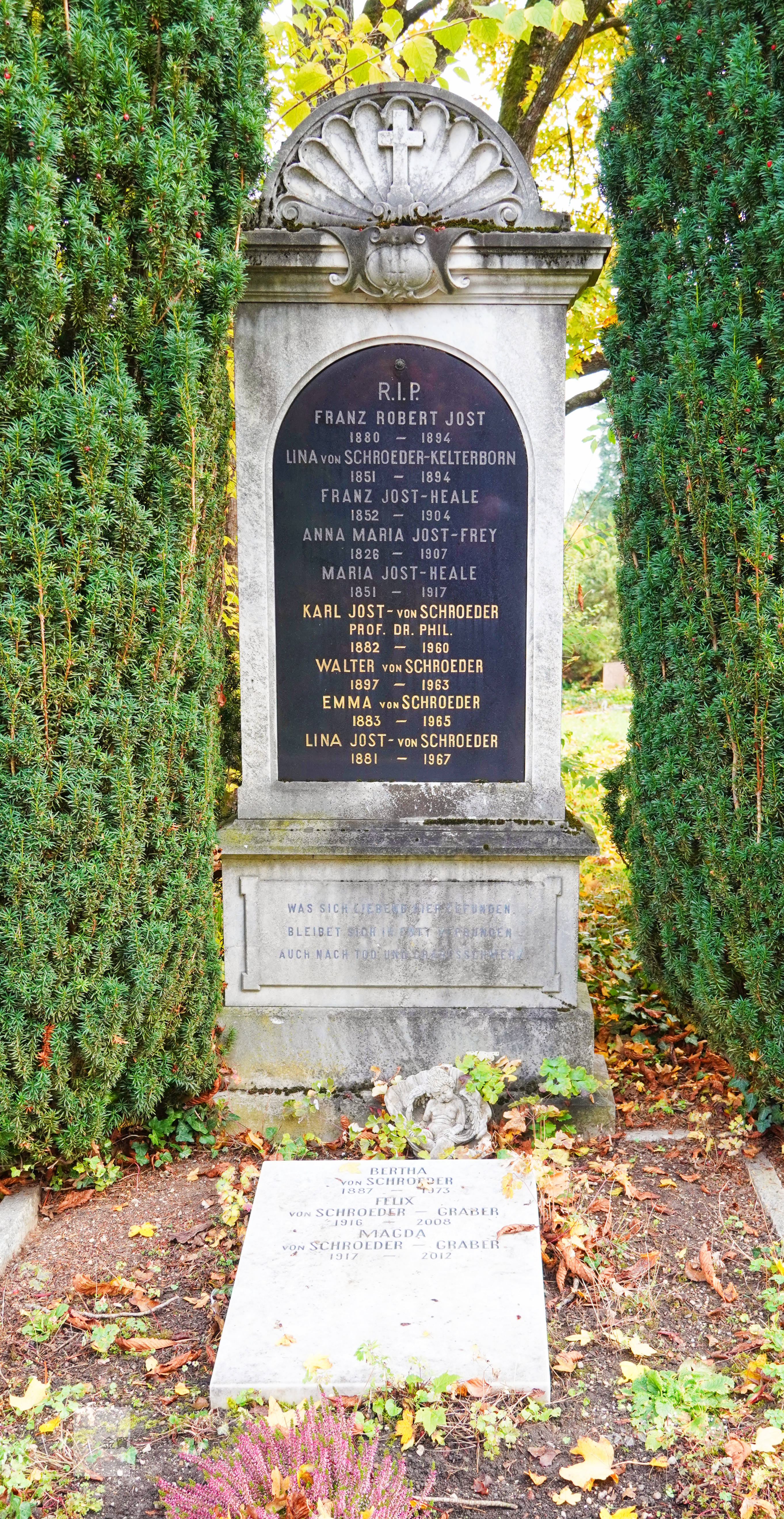
Familiengrab der Familie Jost-von Schroeder auf dem Wolfgottesacker in Basel

Nach seiner 1902 absolvierten Reifeprüfung in Basel studierte Karl Jost vom Sommersemester 1902 bis zum Wintersemester 1908/09 Anglistik an der Universität Basel und der Universität Berlin. 1908 promovierte er an der Universität Basel. Anschliessend war er als Lehrer im Schuldienst in Biel und Basel tätig. Von 1910 bis 1913 arbeitete er als Lektor für deutsche Sprache an der Universität Oxford und von 1913 bis 1914 am Queen’s College London. 1915 wurde er Lektor für englische Sprache an der Universität Basel, wo er sich 1916 habilitierte. Längere Zeit lehrte er hier als Privatdozent und Lektor. 1932 erhielt er einen ausserordentlichen Professor und trat 1954 in den Ruhestand.
Jost beschäftigte sich vor allem mit der altenglischen Literatur.
Er war mit Lina von Schroeder (1881–1967) verheiratet. Beide wurden im Familiengrab auf dem Wolfgottesacker in Basel bestattet.

## Veröffentlichungen
- Beon und Wesan. Eine syntaktische Untersuchung (= Anglistische Forschungen. Bd. 26). Winter, Heidelberg 1909 (Nachdruck: Swets Zeitlinger, Amsterdam 1966).
- Zu den Handschriften der Cura Pastoralis. In: Anglia. Bd. 37, 1913, S. 63–68.
- Wulfstan und die Angelsächsische Chronik. In: Anglia. Bd. 47, 1923, S. 105–123.
- (Hrsg., mit Otto Funke): An Old English reader. Zwei Teile (= Bibliotheca anglicana. Bd. 1 u. 1 a). Francke, Bern 1942 (3. Aufl. 1961).
- Wulfstanstudien (= Schweizer anglistische Arbeiten. Bd. 23). Francke, Bern 1950.
- Wulfstanstudien. In: Theologische Zeitschrift. Jg. 1951, S. 91–103.
- (Hrsg.): Die «Institutes of polity, civil and ecclesiastical». Ein Werk Erzbischof Wulfstans von York (= Schweizer anglistische Arbeiten. Bd. 47). Francke, Bern 1959.